# Regierung Oldřich Černík II

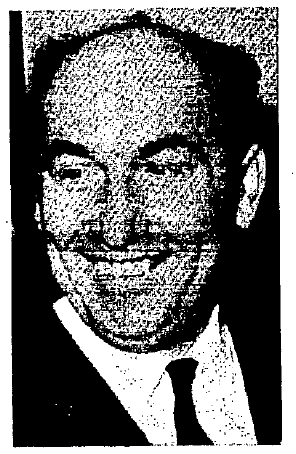
Oldřich Černík, 16. Mai 1968

Die tschechoslowakische Regierung Oldřich Černík II, geführt durch den Ministerpräsidenten Oldřich Černík, war im Amt vom 1. Januar 1969 bis 29. September 1969. Sie folgte der Regierung Oldřich Černík I und wurde ersetzt durch die Regierung Oldřich Černík III.

## Regierungsbildung, Programm
Das Verfassungsgesetz 143/1968 Sb. vom 27. Oktober 1968 über die Errichtung einer Föderation, also einer staatsrechtlichen Gleichberechtigung zwischen den beiden Landesteilen der Tschechoslowakei, war der einzige wichtige Programmpunkt der während des Prager Frühlings vorgesehenen Reformen, der verwirklicht wurde. Das Gesetz trat zum 1. Januar 1969 in Kraft, was die Bildung einer neuen Regierung erzwang – der ersten föderalen Regierung des Landes, die zum 1. Januar unter dem Vorsitz des bisherigen Ministerpräsidenten Oldřich Černík die Amtsgeschäfte aufnahm.
Die formellen Zuständigkeiten und Befugnisse der föderalen Regierung wurden durch das Verfassungsgesetz 171/1968 Sb. vom 26. November 1968 geregelt und gegenüber den bisherigen Regierungen eingeschränkt, weil die Teilrepubliken, die Tschechische Sozialistische Republik und die Slowakische Sozialistische Republik, ihre eigenen Regierungen erhielten. Es wurden sieben föderale Ministerien und sieben föderale Ausschüsse errichtet:
- Außenministerium
- Verteidigungsministerium
- Innenministerium
- Ministerium für die Planung
- Finanzministerium
- Außenhandelsministerium
- Ministerium für Arbeit und Soziales
- Ausschuss für die Preisgestaltung
- Ausschuss für technische Entwicklung und Aufbau
- Ausschuss für Industrie
- Ausschuss für Landwirtschaft und Ernährung
- Ausschuss für Verkehr
- Ausschuss für Post und Telekommunikationen
- Ausschuss für Presse und Informationen

Das Außen- und Verteidigungsministerium wurden nur auf der föderalen Ebene errichtet, die übrigen Einrichtungen hatten ihre Entsprechung auch in den Regierungen der Landesteile. Die übrigen Ressorts gingen in die ausschließliche Zuständigkeit der Landesregierungen. Die Ministerien wurden geleitet von Ministern, denen jeweils ein Staatssekretär zur Seite gestellt wurde, wobei hier auf die Nationalitätenproporz (Tscheche – Slowake) geachtet wurde. Die föderalen Ausschüsse wurden später zum 1. Januar 1971 wieder zu Ministerien umfunktioniert.
In der Amtszeit der Regierung Černík II setzten mit voller Kraft die politischen Säuberungen der sogenannten Normalisierung ein – im Laufe des Jahres 1969 wurden die meisten Protagonisten des Prager Frühlings ihrer Posten im Staat und in der Partei und Gesellschaft enthoben.

## Regierungszusammensetzung
Die folgenden Minister befanden sich die gesamte reguläre Amtsperiode über im Amt (1. Januar 1969 bis 29. September 1969), wenn nicht anders angegeben.
- Oldřich Černík, Ministerpräsident
- Peter Colotka, stellvertretender Ministerpräsident (1.–30. Januar 1969)
- Samuel Falťan, stellvertretender Ministerpräsident
- František Hamouz, stellvertretender Ministerpräsident
- Václav Valeš, stellvertretender Ministerpräsident
- Karol Laco, stellvertretender Ministerpräsident (30. Januar – 27. September 1969)
- Ján Marko, Außenminister
- Martin Dzúr, Verteidigungsminister
- Jan Pelnář, Innenminister
- František Vlasák, Minister für Planung
- Bohumil Sucharda, Finanzminister
- Ján Tabaček, Außenhandelsminister
- Michal Štanceľ, Minister für Arbeit und Soziales
- Jiří Typolt, Vorsitzender (Minister) des Ausschusses für Preisbildung
- Miloslav Hruškovič, Vorsitzender (Minister) des Ausschusses für technische Entwicklung und Entwicklung von Investitionen
- Josef Krejčí, Vorsitzender (Minister) des Ausschusses für Industrie
- Koloman Boďa, Vorsitzender (Minister) des Ausschusses für Landwirtschaft und Ernährung
- František Řehák, Vorsitzender (Minister) des Ausschusses für Verkehr
- Jaroslav Havelka, Vorsitzender (Minister) des Ausschusses für Presse und Informationen
- Milan Smolka, Vorsitzender (Minister) des Ausschusses für Post und Telekommunikationen
- Bohuslav Kučera, Minister ohne Aufgabenbereich
- Jan Pauly, Minister ohne Aufgabenbereich

Außerdem gehörten der Regierung folgende Staatssekretäre an: Václav Pleskot, Ján Majer, Ján Kraus, Jozef Gajdošík, Ludvík Úbl, Vlasta Brablcová und Václav Dvořák.

### Parteizugehörigkeit
Die Regierung wurde gebildet aus der Einheitsliste der Nationalen Front, die aus der dominierenden Kommunistischen Partei sowie aus Blockparteien bestand.

### Regierungen der Teilrepubliken
Parallel zur Regierung der Tschechoslowakischen Sozialistischen Republik hatten die beiden Teilrepubliken (Tschechische Sozialistische Republik und Slowakische Sozialistische Republik, beide erst ab 1969) ebenfalls eine eigene Regierung:
- Tschechische Sozialistische Republik: Regierung Stanislav Rázl (8. Januar – 29. September 1969)
- Slowakische Sozialistische Republik: Regierung Štefan Sádovský und Peter Colotka (2. Januar 1969 – 8. Dezember 1971)